# Sanderson (Washington)
Sanderson az Amerikai Egyesült Államok északnyugati részén, Washington állam Douglas megyéjében elhelyezkedő kísértetváros.
Sanderson postahivatala 1908 és 1920 között működött. A település névadója Thomas Sanderson postamester.

## Fordítás
Ez a szócikk részben vagy egészben  a   Sanderson, Washington című angol Wikipédia-szócikk ezen változatának fordításán alapul.  Az eredeti cikk szerkesztőit annak laptörténete sorolja fel. Ez a jelzés csupán a megfogalmazás eredetét és a szerzői jogokat jelzi, nem szolgál a cikkben szereplő információk forrásmegjelöléseként.